# 주름창자

소화기관의 모양과 이름

주름창자(colon) 또는 잘록창자 또는 결장(結腸)은 대부분의 척추동물이 갖고 있는 소화 기관의 마지막 부분이다. 몸으로부터 배변되기 앞서 대변으로부터 수분과 염분을 빼낸다.
포유류의 결장은 네 부분을 이루고 있으며 각각 오름 주름창자, 가로 주름창자, 내림 주름창자, 구불 주름창자라고 한다.
막창자에서 왼창자굽이까지의 결장(횡행결장과 하행결장을 잇는 부분) 또한 우결장(오른쪽 결장)으로 알려져 있다. 나머지 부분은 좌결장(왼쪽 결장)으로 알려져 있다.

## 구조

### 부분
- 오름 주름창자: 배의 오른쪽에 위치한 상행 결장은 길이가 약 25cm이다.[3] 막창자 끝에서 오른 창자 굽이로 이어지는 결장의 일부이다. 상행 결장은 미주 신경(CN X)의 부교감 섬유를 통해 공급된다.
- 가로 주름창자: 상행 결장에서 이어지는 결장의 일부이다. 십이지장의 앞을 지나 하행 결장으로 이어진다.
- 내림 주름창자: 왼창자굽이에서 구불 결장의 시작점으로 이어지는 결장의 일부로 횡행 결장의 아래에 접해 있다. 소화 기관에서 하행 결장의 기능은 직장으로 흘러가는 음식물을 저장하는 것이다.
- 구불 잘록창자: 구불 결장은 하행 결장 뒤와 직장 앞에 있는 대장의 일부이다. S상 결장 또는 S형 결장이라고도 불린다.

### 변이
- 과잉 주름창자(redundant colon)

## 같이 보기
- 큰창자
- 곧창자
- 구불 주름창자
- 오름 주름창자
- 배벽